# Эмиль, или О воспитании
«Эмиль, или О воспитании» (фр. Émile ou De l’éducation) — роман-трактат французского философа Жан-Жака Руссо об искусстве обучения, опубликованный в 1762 году.
Автор считал этот трактат лучшим и самым важным из всех своих сочинений. «Эмиль» повлиял на изменения, происходившие во французском образовании во времена Великой французской революции. Трактат также оказал воздействие на философию образования, повлиял на известных педагогов, таких как Иоганн Бернхард Базедов, Иоганн Генрих Песталоцци и Фридрих Фребель.
Некоторые исследователи называют данный трактат первой полной работой по философии образования на Западе, а также одним из первых романов воспитания.
Отмечают, что «Эмиля» нельзя воспринимать как практическую программу воспитания, его следует рассматривать как утопическую, идеальную его модель.
В центре произведения — история взросления Эмиля, которая позволяет показать, как воспитывать идеального гражданина.

## Содержание

#### Структура
Текст разделён на пять книг: первые три посвящены Эмилю-ребёнку, четвёртая — Эмилю-подростку, а пятая — описанию образования подруги и будущей жены Эмиля Софи, а также его семейной и общественной жизни.

#### Идеи

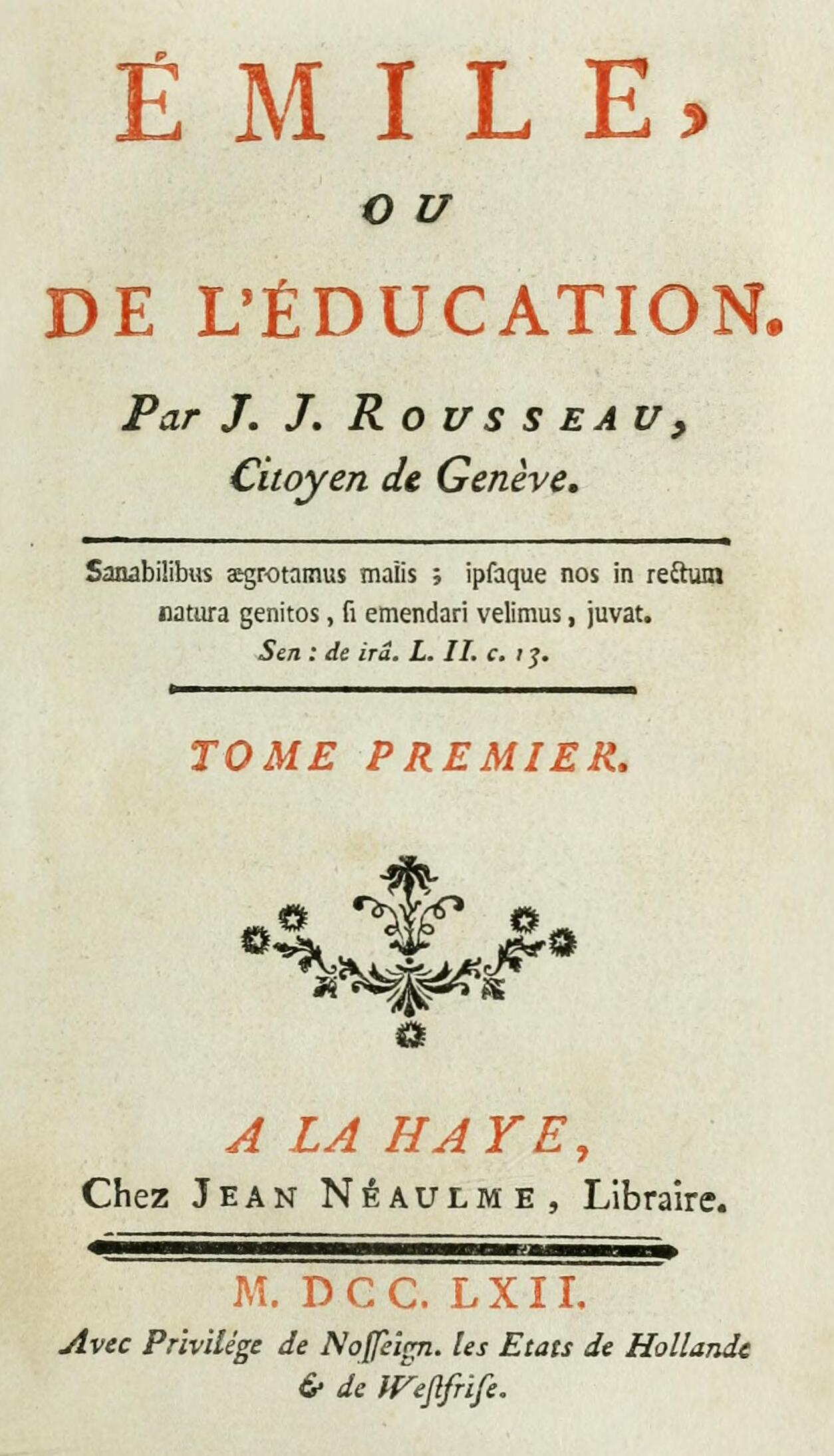
Титульный лист первого издания

Руссо в трактате пытается решить фундаментальные политические и философские вопросы об отношении между индивидом и обществом. Так, философ задаётся вопросом о том, как человек может сохранить врождённую добродетель, являясь при этом частью развращающего общества. Автор стремится описать систему образования, позволяющую естественному человеку, о котором он говорит в «Общественном договоре» (1762), выжить в существующем обществе.
Руссо выделял три этапа воспитания: воспитание природой, воспитание вещами и воспитание человеком.
Воспитание природой включает развитие внутренних органов и способностей ребёнка. Воспитание вещами — приобретение опыта благодаря предметам внешнего мира, которые влияют на нас. Воспитание человеком заключается в наставнике, который учит ребёнка пользоваться своим внутренним развитием.
Гуманитарные дисциплины Руссо считал ненужными, поэтому список образовательных предметов главного героя романа состоял в основном из естественных наук.
Руссо пишет о том, что:
- наставник должен учитывать природные склонности ребёнка и воздействовать на него собственным положительным примером[10];
- не нужно заставлять ребёнка заучивать материал, так как он всё равно сотрётся из его памяти: «Эмиль никогда не будет учить ничего наизусть»[11].
- любое занятие может стать скучным, если отягощать ум ребёнка чрезмерной теорией[12];
- в воспитательную программу должны входить физические упражнения, так как «хворое тело ослабляет душу»[13].

## Особенности
Отмечают, что наиболее ценным первоисточником для гендерного анализа в образовательных целях является данный трактат Руссо, в пятой части которого представлена первая в истории западноевропейской педагогики наиболее завершённая концепция воспитания полов в обществе. В отличие от более ранних педагогических трактатов — «Мысли о воспитании» и «Что изучать джентльмену» Дж. Локка и «О воспитании женщин» Ф. Фенелона, Руссо изложил систему воспитания обоих полов во взаимосвязи и взаимодействии, теоретически обосновал «природосообразность» и специфику воспитания мальчика и девочки.

## Публикация
Из-за «Исповедания веры савойского викария», одной из частей работы, трактат был запрещён в Париже и Женеве и публично сожжён в год его первой публикации.
Трактат в XVIII столетии в России полностью не публиковался, так как в 1763 году императрица Екатерина II запретила ввоз и продажу иностранного издания романа.